# Бонташ, Кристина
Кристина Бонташ (рум. Cristina Bontaş, род. 5 декабря 1973) — румынская спортивная гимнастка. На Олимпийских играх 1992 года в составе команды Румынии стала серебряной призёркой (в командных соревнованиях) и завоевала личную бронзовую медаль в вольных упржнениях. Также она чемпионка мира 1991 года в вольных упражнениях, неоднократная медалистка чемпионатов мира и Европы.